# Turský rajón
Turský rajón (ukrajinsky Турківський район) byl rajón ve Lvovské oblasti na Ukrajině. Hlavním městem byla Turka a rajón měl přibližně 49 tisíc obyvatel. 

## Sídla v rajónu
- Boryňa
- Turka